# Отаго (полуостров)
Полуостров Отаго — (англ. Otago Peninsula, маори Muaūpoko) — это длинный холмистый полуостров, вдающийся в море и образующий самую восточную часть Данидина, Новая Зеландия. Полуостров вулканического происхождения, он образует одну из стен разрушенной долины, которая сейчас представляет собой бухту Отаго. Полуостров расположен к юго-востоку от бухты Отаго и тянется параллельно материку на 20 км, максимальная ширина составляет 9 км. Он соединён с материком на юго-западе узким перешейком шириной около 1,5 км.
Пригороды Данидина примыкают к западной оконечности полуострова, а семь поселков и общин расположены вдоль побережья гавани. Большая часть земель малонаселёна и занята крутыми открытыми пастбищами. Полуостров является домом для многих видов дикой природы, в частности морских птиц, ластоногих и пингвинов; в этом районе работает несколько предприятий экологического туризма.

## География
Полуостров образовался в то же время, что и холмы, возвышающиеся над ним по другую сторону гавани, как часть большого, давно потухшего вулкана Данидин. Несколько вершин полуострова, в частности удачно названный Харбор-Коун, свидетельствуют о его вулканическом происхождении. Эти скалы образовались от 13 до 10 миллионов лет назад.
Большая часть полуострова представляет собой холмистую местность с самыми высокими точками — горой Чарльз (408 м), Хайклифф (381 м) и Сэндимаунт (320 м). На тихоокеанском побережье полуострова находятся два приливных залива — Хуперс-Инлет и Папануи-Инлет. Между ними находится мыс Кейп-Сондерс. Среди природных достопримечательностей — скалы высотой 250 м Ловерс-Лип и Чазм.
У входа в гавань Отаго полуостров возвышается над мысом Тайароа, где находится гнездовая колония северных королевских альбатросов, единственная колония альбатросов, обитающая на обитаемом материке. Смотровая площадка для наблюдения за колонией альбатросов — одна из главных достопримечательностей полуострова в сфере экотуризма, наряду с другими дикими животными, такими как тюлени и желтоглазые пингвины. Большая часть полуострова Отаго представляет собой сельскохозяйственные угодья, находящиеся в частной собственности, с растущим числом небольших владений или жилых кварталов. Некоторые места с богатым биоразнообразием, такие как Тайароа-Хед, являются заповедниками дикой природы. В частности, вокруг приливных бухт можно встретить множество видов морских птиц и куликов, в том числе шилоклювок, камышниц и цапель.
Тихоокеанское побережье полуострова включает в себя несколько пляжей, которые находятся достаточно далеко от Данидина и малолюдны даже в середине лета. К ним относятся Алланс-Бич, Боулдер-Бич, Виктори-Бич и Сэндфлай-Бэй.
На пляже Виктори-Бич, названном в честь затонувшего в XIX веке корабля «Виктори», неподалёку находится скальное образование, известное как «Пирамиды» из-за сходства с древнеегипетскими памятниками. До залива Сэндфлай, названного так не в честь насекомого, а из-за песка, который разносит ветром, можно добраться по тропе, проходящей через одни из самых высоких песчаных дюн Новой Зеландии, которые возвышаются примерно на 100 метров над пляжем.
другим туристическим достопримечательностям полуострова относятся замок Ларнах, восстановленный пост береговой обороны Армстронга с «исчезающими» пушками и военный мемориал тур. С Хайклифф-роуд, которая проходит вдоль хребта полуострова, открывается вид на город и окрестности.
Общая численность населения полуострова составляет менее 10 000 человек, из которых примерно половина проживает в пригородах Данидина, примыкающих к его западной оконечности, таких как Воксхолл и Шил-Хилл. В основном заселена только сторона, примыкающая к гавани Отаго, а по всей длине полуострова разбросано несколько небольших населённых пунктов. Крупнейшие из них — залив Мак-Эндрю (крупнейшее поселение на полуострове с населением 1100 человек), Портобелло и Отаку. В Отаку располагалось первое постоянное европейское поселение в гавани, а также ранняя китобойная станция, о которой напоминает скала Уэллера. В гавани и на внешнем побережье полуострова было несколько других китобойных станций, в том числе станция «Средний промысел» в Харингтон-Пойнт.